# Чемпионат Европы по настольному теннису 1998
21-й Чемпионат Европы по настольному теннису проходил с 23 апреля по 3 мая 1998 года в Эйндховене (Нидерланды).

## Медалисты

### Мужчины
| Разряд               | Золото                                                                                | Серебро                                                                                        | Бронза                                                                                      |
| -------------------- | ------------------------------------------------------------------------------------- | ---------------------------------------------------------------------------------------------- | ------------------------------------------------------------------------------------------- |
| Одиночный разряд     | Владимир Самсонов                                                                     | Зоран Приморац                                                                                 | Тринко Кен                                                                                  |
| Одиночный разряд     | Владимир Самсонов                                                                     | Зоран Приморац                                                                                 | Жан-Филипп Гасьен                                                                           |
| Парный разряд        | Йёрг Росскопф Владимир Самсонов                                                       | Калиникос Креанга Илия Лупулеску                                                               | Вернер Шлагер Карл Йиндрак                                                                  |
| Парный разряд        | Йёрг Росскопф Владимир Самсонов                                                       | Калиникос Креанга Илия Лупулеску                                                               | Ян-Уве Вальднер Йёрген Перссон                                                              |
| Командное первенство | Франция · Дамьен Элуа · Николя Шателен · Жан-Филипп Гасьен · Патрик Шиля · Эрик Варен | Польша · Михал Дзюбаньски · Луцьян Блащик · Пиотр Скерски · Томаш Кржешевски · Марцин Кусински | Швеция · Петер Карлссон · Ян-Уве Вальднер · Фредерик Хаканссон · Эрик Линд · Йёрген Перссон |

### Женщины
| Разряд               | Золото                                                                           | Серебро                                                            | Бронза                                                                                     |
| -------------------- | -------------------------------------------------------------------------------- | ------------------------------------------------------------------ | ------------------------------------------------------------------------------------------ |
| Одиночный разряд     | Ни Сялянь                                                                        | Тамара Борош                                                       | Кристина Тот                                                                               |
| Одиночный разряд     | Ни Сялянь                                                                        | Тамара Борош                                                       | Николь Штрузе                                                                              |
| Парный разряд        | Николь Штрузе Эльке Шалль                                                        | Отилия Бэдеску Мария Свенссон                                      | Пермилла Петтерссон Оса Свенссон                                                           |
| Парный разряд        | Николь Штрузе Эльке Шалль                                                        | Отилия Бэдеску Мария Свенссон                                      | Рута Пашкаускене Йоланта Прусене                                                           |
| Командное первенство | Германия · Ольга Немеш · Николь Штрузе · Цзе Шёпп · Эльке Шалль · Кристина Фишер | Венгрия · Чилла Баторфи · Кристина Тот · Эва Браун · Мария Фазекаш | Румыния · Отилия Бэдеску · Михаэла Энчя · Антонела Манак · Михаэла Штефф · Адриана Настасе |

### Микст
| Разряд           | Золото                        | Серебро                  | Бронза                             |
| ---------------- | ----------------------------- | ------------------------ | ---------------------------------- |
| Смешанный разряд | Илия Лупулеску Отилия Бэдеску | Эрик Линд Мария Свенссон | Ян Минь Алессия Аризи              |
| Смешанный разряд | Илия Лупулеску Отилия Бэдеску | Эрик Линд Мария Свенссон | Евгений Щетинин Татьяна Костромина |